# Jared Cannonier
Jared Christopher Cannonier, né le 16 mars 1984 à Dallas (Texas), est un pratiquant américain d'arts martiaux mixtes (MMA). Il combat actuellement dans la catégorie des poids moyens de l'Ultimate Fighting Championship (UFC).

## Carrière dans les arts martiaux mixtes

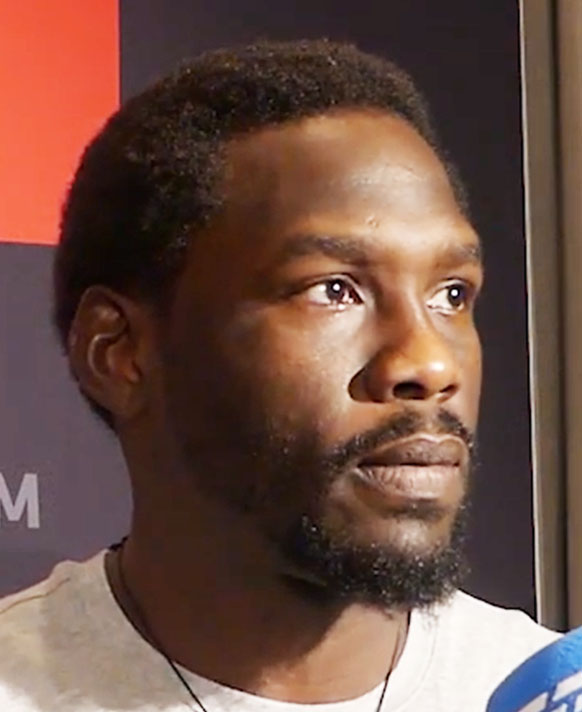
Jared Cannonier lors de l'UFC Fight Night 160 à Copenhague, au Danemark.

### Débuts (2011-2014)
Le 19 juin 2011, il affronte l'Américain Alton Prince à Fairbanks, en Alaska, et remporte le combat par KO technique lors de la première reprise. Le 12 octobre 2011, il affronte l'Américain Jason Coomes à Anchorage, en Alaska, et remporte le combat par soumission lors de la première reprise. Le 28 octobre 2011, il affronte l'Américain Matt Herringshaw à Fairbanks, en Alaska, et remporte le combat par KO technique lors de la première reprise.
Le 13 février 2013, il affronte l'Américain Joshua Ofiu à Anchorage, en Alaska, et remporte le combat par KO technique lors de la première reprise. Le 30 avril 2013, il affronte l'Américain Stephen Waalkes à Wasilla, en Alaska, et remporte le combat par soumission lors de la deuxième reprise. Le 16 octobre 2013, il affronte l'Américain Jermaine Haughton à Anchorage, en Alaska, et remporte le combat par KO technique lors de la première reprise. Le 22 janvier 2014, il affronte l'Américain Tony Lopez à Anchorage, en Alaska, et remporte le combat par décision partagée.

### Ultimate Fighting Championship (depuis 2015)
Le 3 janvier 2015, il affronte l'Américain Shawn Jordan à Las Vegas, dans le Nevada, et perd le combat par KO lors de la première reprise. Le 10 avril 2016, il affronte le Français Cyril Asker à Zagreb, en Croatie, et remporte le combat par KO lors de la première reprise. Sa prestation est désignée Performance de la soirée. Le 3 décembre 2016, il affronte le Moldave Ion Cuțelaba à Las Vegas, dans le Nevada, et remporte le combat par décision unanime. Sa prestation est désignée Combat de la soirée.
Le 11 février 2017, il affronte le Brésilien Glover Teixeira à Brooklyn, dans l'État de New York, et perd le combat par décision unanime. Le 7 juillet 2017, il affronte l'Américain Nick Roehrick à Las Vegas, dans le Nevada, et remporte le combat par KO technique lors de la troisième reprise. Le 16 décembre 2017, il affronte le Polonais Jan Błachowicz à Winnipeg, au Canada, et perd le combat par décision unanime. Le 19 mai 2018, il affronte l'Américain Dominick Reyes à Santiago, au Chili, et perd le combat par KO technique lors de la première reprise. Le 3 novembre 2018, il affronte l'Américain David Branch à New York, dans l'État de New York, et remporte le combat par KO technique lors de la deuxième reprise. Sa prestation est désignée Performance de la soirée.
Le 11 mai 2019, il affronte le Brésilien Anderson Silva à Rio de Janeiro, au Brésil, et remporte le combat par KO technique lors de la première reprise. Le 28 septembre 2019, il affronte le Suédo-norvégien Jack Hermansson à Copenhague, au Danemark, et remporte le combat par KO technique lors de la deuxième reprise. Sa prestation est désignée Performance de la soirée. Le 24 octobre 2020, il affronte l'Australien Robert Whittaker à Abou Dabi, aux Émirats arabes unis, et perd le combat par décision unanime.
Le 21 août 2021, il affronte l'Américain Kelvin Gastelum à Las Vegas, dans le Nevada, et remporte le combat par décision unanime. Le 12 février 2022, il affronte l'Américain Derek Brunson à Houston, au Texas, et remporte le combat par KO lors de la deuxième reprise. Sa prestation est désignée Performance de la soirée. Le 2 juillet 2022, il affronte le Nigérian Israel Adesanya à Las Vegas, dans le Nevada, et perd le combat par décision unanime. Le 17 décembre 2022, il affronte l'Américain Sean Strickland à Las Vegas, dans le Nevada, et remporte le combat par décision partagée.
Le 17 juin 2023, il affronte l'Italien Marvin Vettori à Las Vegas, dans le Nevada, et remporte le combat par décision unanime. Sa prestation est désignée Combat de la soirée. Le 8 juin 2024, affronte le Français Nassourdine Imavov à Louisville, dans le Kentucky, et perd le combat par KO technique lors de la quatrième reprise. Le 24 août 2024, il affronte le Brésilien Caio Borralho à Las Vegas, dans le Nevada, et perd le combat par décision unanime. Sa prestation est désignée Combat de la soirée.
Le 15 février 2025, il affronte le Brésilien Gregory Rodrigues à Las Vegas, dans le Nevada, et remporte le combat par KO technique lors de la quatrième reprise. Sa prestation est désignée Combat de la soirée.

## Palmarès

### Distinctions
- Ultimate Fighting Championship
  - Combat de la soirée (× 3) : face à Ion Cuțelaba, Marvin Vettori, Caio Borralho et Gregory Rodrigues[5],[22],[25],[27].
  - Performance de la soirée (× 4) : face à Cyril Asker, David Branch, Jack Hermansson et Derek Brunson[11],[14],[18].

### Palmarès en arts martiaux mixtes
| 27 combats     | 18 victoires | 9 défaites |
| Par KO         | 11           | 3          |
| Par soumission | 2            | 0          |
| Sur décision   | 5            | 6          |

| Résultat | Record | Adversaire         | Méthode                               | Événement                                            | Date              | Round | Temps | Lieu                           | Notes                                            |
| -------- | ------ | ------------------ | ------------------------------------- | ---------------------------------------------------- | ----------------- | ----- | ----- | ------------------------------ | ------------------------------------------------ |
| Défaite  | 18-9   | Michael Page       | Décision unanime                      | UFC 319 : du Plessis contre Chimaev                  | 16 août 2025      | 3     | 5:00  | Chicago, Illinois, États-Unis  |                                                  |
| Victoire | 18-8   | Gregory Rodrigues  | TKO (coups de poing)                  | UFC Fight Night: Cannonier vs. Rodrigues             | 15 février 2025   | 4     | 0:21  | Las Vegas, Nevada              | Combat de la soirée.                             |
| Défaite  | 17-8   | Caio Borralho      | Décision unanime                      | UFC on ESPN: Cannonier vs. Borralho                  | 24 août 2024      | 5     | 5:00  | Las Vegas, Nevada              | Combat de la soirée.                             |
| Défaite  | 17-7   | Nassourdine Imavov | TKO (arrêt de l’arbitre)              | UFC Fight Night: Cannonier vs. Imavov                | 8 juin 2024       | 4     | 1:34  | Louisville, Kentucky           |                                                  |
| Victoire | 17-6   | Marvin Vettori     | Décision unanime                      | UFC on ESPN: Vettori vs. Cannonier                   | 17 juin 2023      | 5     | 5:00  | Las Vegas, Nevada              | Combat de la soirée.                             |
| Victoire | 16-6   | Sean Strickland    | Décision partagée                     | UFC Fight Night: Cannonier vs. Strickland            | 17 décembre 2022  | 5     | 5:00  | Las Vegas, Nevada              |                                                  |
| Défaite  | 15-6   | Israel Adesanya    | Décision unanime                      | UFC 276                                              | 2 juillet 2022    | 5     | 5:00  | Las Vegas, Nevada              | Pour le titre des poids moyens de l'UFC.         |
| Victoire | 15-5   | Derek Brunson      | KO (coups de coude)                   | UFC 271                                              | 12 février 2022   | 2     | 4:29  | Houston, Texas                 | Performance de la soirée.                        |
| Victoire | 14-5   | Kelvin Gastelum    | Décision unanime                      | UFC on ESPN: Cannonier vs. Gastelum                  | 21 août 2021      | 5     | 5:00  | Las Vegas, Nevada              |                                                  |
| Défaite  | 13-5   | Robert Whittaker   | Décision unanime                      | UFC 254                                              | 24 octobre 2020   | 3     | 5:00  | Abou Dabi, Émirats arabes unis |                                                  |
| Victoire | 13-4   | Jack Hermansson    | TKO (coups de poing)                  | UFC Fight Night: Hermansson vs. Cannonier            | 28 septembre 2019 | 2     | 0:27  | Copenhague, Danemark           | Performance de la soirée.                        |
| Victoire | 12-4   | Anderson Silva     | TKO (coup de pied à la jambe)         | UFC 237                                              | 11 mai 2019       | 1     | 4:47  | Rio de Janeiro, Brésil         |                                                  |
| Victoire | 11-4   | David Branch       | TKO (coups de poing)                  | UFC 230                                              | 3 novembre 2018   | 2     | 0:39  | New York, État de New York     | Début en poids moyens. Performance de la soirée. |
| Défaite  | 10-4   | Dominick Reyes     | TKO (uppercut)                        | UFC Fight Night: Maia vs. Usman                      | 19 mai 2018       | 1     | 2:55  | Santiago, Chili                |                                                  |
| Défaite  | 10-3   | Jan Błachowicz     | Décision unanime                      | UFC on Fox: Lawler vs. dos Anjos                     | 16 décembre 2017  | 3     | 5:00  | Winnipeg, Canada               |                                                  |
| Victoire | 10-2   | Nick Roehrick      | TKO (coups de coude)                  | The Ultimate Fighter: Redemption Finale              | 7 juillet 2017    | 3     | 2:08  | Las Vegas, Nevada              |                                                  |
| Défaite  | 9-2    | Glover Teixeira    | Décision unanime                      | UFC 208                                              | 11 février 2017   | 3     | 5:00  | New York, État de New York     |                                                  |
| Victoire | 9-1    | Ion Cuțelaba       | Décision unanime                      | The Ultimate Fighter: Tournament of Champions Finale | 3 décembre 2016   | 3     | 5:00  | Las Vegas, Nevada              | Début en poids mi-lourds. Combat de la soirée.   |
| Victoire | 8-1    | Cyril Asker        | KO (coups de poing et coups de coude) | UFC Fight Night: Rothwell vs. dos Santos             | 10 avril 2016     | 1     | 2:44  | Zagreb, Croatie                | Performance de la soirée.                        |
| Défaite  | 7-1    | Shawn Jordan       | KO (coups de poing)                   | UFC 182                                              | 3 janvier 2015    | 1     | 2:57  | Las Vegas, Nevada              |                                                  |
| Victoire | 7-0    | Tony Lopez         | Décision partagée                     | Alaska Fighting Championship 104                     | 22 janvier 2014   | 5     | 5:00  | Anchorage, Alaska              |                                                  |
| Victoire | 6-0    | Jermaine Haughton  | TKO (coups de poing)                  | Alaska Fighting Championship 102                     | 16 octobre 2013   | 1     | 1:50  | Anchorage, Alaska              |                                                  |
| Victoire | 5-0    | Stephen Waalkes    | Soumission                            | AK Entertainment: Tuesday Night Fights               | 30 avril 2013     | 2     | 2:02  | Wasilla, Alaska                |                                                  |
| Victoire | 4-0    | Joshua Ofiu        | TKO (coups de poing)                  | Alaska Fighting Championship 97                      | 13 février 2013   | 1     | 2:56  | Anchorage, Alaska              |                                                  |
| Victoire | 3-0    | Matt Herringshaw   | TKO (coups de poing)                  | Alaska Cage Fighting: Tribute to Veterans            | 28 octobre 2011   | 1     | 0:29  | Fairbanks, Alaska              |                                                  |
| Victoire | 2-0    | Jason Coomes       | Soumission                            | Alaska Fighting Championship 85                      | 12 octobre 2011   | 1     | 0:46  | Anchorage, Alaska              |                                                  |
| Victoire | 1-0    | Alton Prince       | TKO (coups de poing)                  | Midnight Sun Mayhem 1                                | 19 juin 2011      | 1     | NC    | Fairbanks, Alaska              | Début en poids lourds.                           |